# Homaroa frieda
Homaroa frieda är en fjärilsart som beskrevs av Collenette 1959. Homaroa frieda ingår i släktet Homaroa och familjen tofsspinnare. Inga underarter finns listade i Catalogue of Life.